# Simbolos bahá'ís
Diversos são os símbolos da Fé Bahá'í.
O número 9 é considerado sagrado na Fé Bahá'í, sendo comumente utilizado como um de seus símbolos uma estrela de 9 pontas. O 9 é um número representativo da perfeição, pois é o maior dígito - e 9 também é o valor numérico da palavra Bahá em Árabe, onde é possível utilizar números e letras ao mesmo tempo nas palavras. Por outro lado simboliza as nove religiões divinamente reveladas que são o sabeísmo, hinduísmo, budismo, zoroastrismo, judaísmo, cristianismo, islamismo,  fé babí e fé bahá'í. Contudo, essas não foram as únicas religiões reveladas, vindo a existir muitas outras anteriores, mas são as que ainda existem.
A respeito do símbolo sagrado do número 9 considerado pelos bahá'ís e nos escritos sagrados, a estrela de 5 pontas é a que representa esta fé, conforme afirma Shoghi Effendi e explica O Báb, a estrela de 5 pontas representa o ser humano.

## Estrela de Nove Pontas
O símbolo mais utilizado para representar a Fé Bahá'í é a estrela de nove pontas. Não há nenhum desenho particular que seja preferível, desde que possua 9 pontas. A estrela não é apontada nos ensinamentos da Fé Bahá'í, mas é comumente representado em "9" pela associação do 9 como perfeição, e o valor numérico de Bahá´ ser 9.
Em Árabe usa-se um sistema que permite encorporar valores numéricos em letras e palavras sem perder o significado. O valor numérico de Bahá' é 9.
O número 9 é também manifesto diversas vezes na história Bahá'í e ensinamentos. Por exemplo, foram 9 anos que separam a revelação do Báb (1844) e Bahá'u'lláh (1853).

Shoghi Effendi, sobre o número 9 escreve:
"Sobre o número nove: a reverência Bahá'í é por duas razões, primeiro pelo fato de que é considerado por aqueles quem estão interessados em números como o sinal da perfeição. A segunda consideração, que é a mais importante, é que é o valor numérico da palavra "Bahá´"...
Os símbolos da Fé Bahá'í derivam dos significados da palavra Árabe Bahá (بهاء), que significa "glória" ou "esplendor". É a palavra que dá origem a diversos nomes e frases:
- Bahá'í (seguidor de Bahá´)
- Bahá'u'lláh (Glória de Deus)
- `Abdu'l-Bahá (Servo da Glória)
- Yá Bahá'u'l-Abhá (Ó Tu, Glória do Mais Glorioso)
- Alláh-u-Abhá (Deus é o Mais Glorioso)

Bahá'u'lláh frequentemente refere-se aos Bahá'ís em seus Escritos como "povo de Bahá´".

## O Máximo Nome
O máximo Máximo Nome é representado em uma caligrafia Árabe, simboliza o Máximo Nome de Deus através da frase "Yá Bahá'u'l-Abhá" (يا بهاء الأبهى), que é usualmente traduzido como "Ó Tu, Glória do Senhor Mais Glorioso!"
Esta caligrafia foi originalmetne criada por um Bahá'í (Mishkín Qalam) nos primeiros anos da religião, e posteriormente adotada por Bahá'ís de toda parte. Os Bahá'ís costumam colocá-la em suas casas. É também utilizado em anéis. É um dos símbolos mais reverenciados pelos Bahá'ís e por esse motivo não é utilizado casualmente.

## O Símbolo do Anel
Criado por `Abdu'l-Bahá, o filho mais velho da Glória de Deus - Bahá'u'lláh, o  símbolo do anel é o símbolo mais comumente utilizado em anéis por Bahá'ís, mas também existe em colares, livros e pinturas. Consiste em um "Bahá´" estilizado com duas estrelas, uma de cada lado. A linha inferior representa a humanidade, a linha do centro representa os Manifestantes de Deus e a superior é a linha de Deus. A linha que corta as três simboliza o Espírito Santo, que une os três reinos - na qual a humanidade pode alcançar a perfeição. As duas estrelas, uma de cada lado do símbolo, representam os dois Enviados divinos pros dias atuais - a era bahá'í: o Báb e Bahá'u'lláh.